# Automerella aurora
Automerella aurora är en fjärilsart som beskrevs av J. Peter Maassen och Gustav Weymer 1886. Automerella aurora ingår i släktet Automerella och familjen påfågelsspinnare. Inga underarter finns listade i Catalogue of Life.